# 三尻站

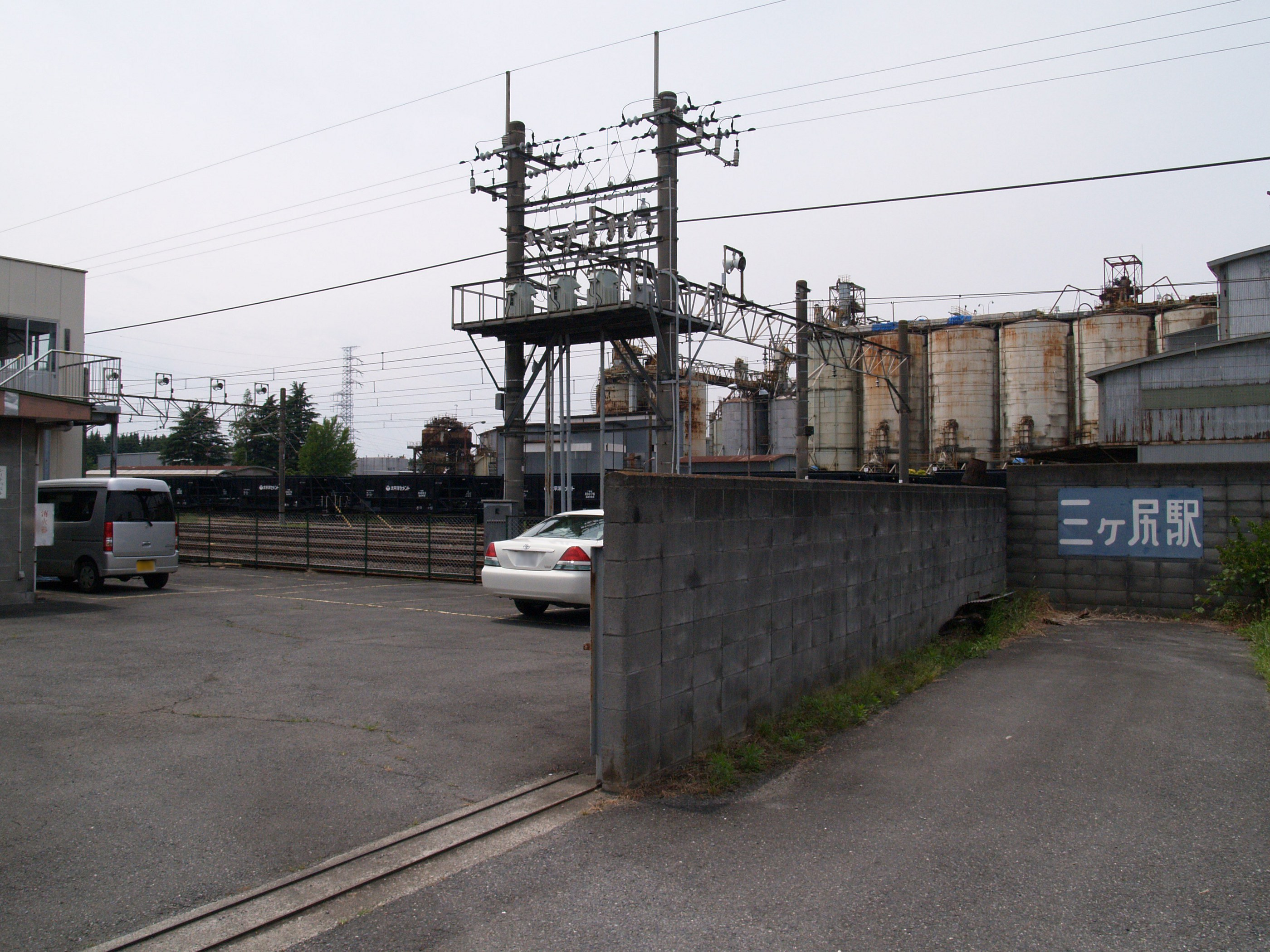
車站入口（2012年6月）

三尻站（日语：／ mikaziri eki */?）為秩父鐵道三尻線設於埼玉縣熊谷市三尻的貨運車站。

## 概要
該站為位在太平洋水泥熊谷工場東側之地面車站，並有聯絡熊谷工場的專用線。
三尻站主要辦理由影森站（三輪礦山採掘）和武州原谷站（葉山礦山採掘）運送之石灰石的貨物吞吐，以及辦理扇町站的工場燃料用煤炭（焦炭）的運送。
2020年9月30日停止辦理三尻站至熊谷貨物總站間的貨物運送，同年12月31日此區間正式廢線，該站接替熊谷貨物總站成為三尻線的終點站。

## 車站週邊
- 太平洋水泥熊谷工場
- 日立金屬（英语：日立金属）熊谷工場
- 日東富士製粉（英语：日東富士製粉）埼玉工場
- 航空自衛隊熊谷基地
- JFE建材熊谷工場
- 上越新幹線

## 歴史
- 1979年（昭和54年）11月1日－於三尻線開業時一同開設。
- 2020年（令和2年）
  - 9月30日－三尻線停止辦理三尻至熊谷貨物總站（日语：熊谷貨物ターミナル駅）區間的貨物運送[3]。
  - 12月31日－三尻線三尻至熊谷貨物總站區間正式廢線[2]。

## 1985年時的常備貨車
以下車輛皆秩父水泥所有：
- 瀧（タキ）5300形（水泥專用）32輛
- 瀧12200形（水泥專用）39輛
- 寶木3100形（水泥專用）19輛
- 寶木5700形（水泥專用）209輛

## 相鄰車站
秩父鐵道
三尻線
武川站－三尻站

### 廃止路線
秩父鉄道
三尻線
三尻站－熊谷貨物總站